# Islande au Concours Eurovision de la chanson 2025
L'Islande est l'un des trente-sept pays participants du Concours Eurovision de la chanson 2025, qui se tient du 13 au 17 mai 2025 à Bâle en Suisse.

Le pays est représenté par Væb, avec sa chanson Róa.

## Sélection
L'Islande était à l'origine censée confirmer sa participation ou non au Concours pour le 5 septembre 2024. Cependant, la confirmation n'arrive que le 13, après avoir été repoussée de huit jours,.

Le représentant et la chanson sont sélectionnés, comme cela a été le cas chaque année à l'exception de 2021, au moyen du Söngvakeppnin, comme le confirme RÚV le 20 septembre.

### Format
Dix chansons participent à la présélection. Elles sont réparties en deux demi-finales de cinq chansons chacune, dans lesquelles elles devront être interprétées en islandais. Le public islandais les départage, et qualifie trois chansons dans chaque demi-finale, soit un total de six finalistes.

Lors de la finale, les six chansons sont interprétées sans contrainte particulière de langue. Elles sont départagées à parts égales par un jury et le public.
Les trois soirées sont animées par Benedikt Valsson, Guðrún Dís Emilsdóttir e Fannar Sveinsson.

### Participants
La période de candidatures ouvre le 20 septembre 2024 et se clôture le 13 octobre. 110 chansons ont ainsi été reçues par RÚV. La liste des participants est révélée par RÚV dans une émission télévisée spéciale le 17 octobre 2024.
| Artiste       | Titre (version en islandais) | Titre (version en anglais) | Auteur(s) |
| ------------- | ---------------------------- | -------------------------- | --- |
| Ágúst         | Eins og þú                   | Like You                   | Ágúst Þór Brynjarsson, Hákon Guðni Hjartarson, Halldór Gunnar Pálsson                                          |
| Bara Katrín   | Rísum upp                    | Rise Above                 | Heiðar Kristjánsson, Lára Ómarsdóttir, Seinunn Ása Þorvaldsdóttir, Valgeir Magnússon                           |
| Bia           | Norðurljós                   | Northern Lights            | Beatriz "Bia" Aleixo, Jóhannes Ágúst, Jón Arnór Styrmisson, Kolbeinn Egill Þrastarson, Kristrún Jóhannesdóttir |
| Birgo         | Ég flyg í storminn           | Stormchaser                | Birgitta Ólafsdóttir, Helga Þórdís Guðmundsdóttir, Jonas Gladnikoff                                            |
| Bjarni Arason | Aðeins lengur                | Pas de version en anglais  | Björn Björnsson, Jóhann Helgason                                                                               |
| Dagur Sig     | Flugdrekar                   | Carousel                   | Andreas Lindbergh, Einar Lövdahl, Joy Deb, Linnea Deb, Thorsteinn Einarsson                                    |
| Júli & Dísa   | Eldur                        | Fire                       | Andri Þór Jónsson, Birgir Steinn Stefánsson, Júlí Heiðar Halldórsson, Ragnar Már Jónsson                       |
| Stebbi Jak    | Frelsið mitt                 | Set Me Free                | Alda B. Lilliendahl Ólafsdóttir, Michael James Down, Primoz Poglajen, Stebbi Jak, Will Taylor                  |
| Tinna         | Þrá                          | Words                      | Guðný Ósk Karlsdótti, Rob Price, Tinna Óðinsdóttir                                                             |
| Væb           | Róa                          | Pas de version en anglais  | Hálfdán Helgi Matthíasson, Matthías Davíð Matthíasson, Ingi Þór Garðarsson                                     |

### Demi-finales
Les demi-finales se sont tenues les 8 et 15 février 2025. Les dix chansons en lice participent à l'une d'entre elles avec la version en islandais de leur chanson. Les trois chansons recevant le plus de votes du public seront qualifiées pour la finale.
- Chanson qualifiée pour la finale

| Ordre | Artiste    | Titre              | Votes  | Votes  | Place |
| Ordre | Artiste    | Titre              | Nombre | Part   | Place |
| ----- | ---------- | ------------------ | ------ | ------ | ----- |
| 1     | Stebbi Jak | Frelsið mitt       | 8 853  | 21,28% | 3     |
| 2     | Birgo      | Ég flyg í storminn | 5 089  | 12,23% | 4     |
| 3     | Ágúst      | Eins og þú         | 10 069 | 24,2%  | 2     |
| 4     | Bia        | Norðurljós         | 4 945  | 11,89% | 5     |
| 5     | Væb        | Róa                | 12 649 | 30,4%  | 1     |

| Ordre | Artiste       | Titre         | Votes  | Votes  | Place |
| Ordre | Artiste       | Titre         | Nombre | Part   | Place |
| ----- | ------------- | ------------- | ------ | ------ | ----- |
| 1     | Dagur Sig     | Flugdrekar    | 7 400  | 17,51% | 4     |
| 2     | Júli & Dísa   | Eldur         | 9 469  | 22,41% | 2     |
| 3     | Bara Katrín   | Rísum upp     | 6 218  | 14,72% | 5     |
| 4     | Bjarni Arason | Aðeins lengur | 9 323  | 22,06% | 3     |
| 5     | Tinna         | Þrá           | 9 846  | 23,3%  | 1     |

### Finale
La finale est diffusée le samedi 22 février 2025. Les participants peuvent y interpréter leur chanson dans la langue de leur choix. Ainsi, Júlí & Dísa, qui avaient prévu de chanter en anglais, décident de laisser une partie de leur chanson Fire en islandais.
Le jury pour la finale se compose de:
- Sietse Bakker, producteur exécutif du Concours Eurovision de la chanson 2021 à Rotterdam;
- Saba, représentante du Danemark au Concours Eurovision de la chanson 2024;
- Ersin Parlak, agent musical et chef de presse pour la délégation saint-marinaise à l'Eurovision;
- Maria Sur, chanteuse ukrainienne ayant participé au Melodifestivalen en 2023 et en 2024;
- Peter Fenner, expert de l'Eurovision britannique;
- Niamh Kavanagh, vainqueure du Concours Eurovision de la chanson 1993 et participante à l'édition 2010 pour l'Irlande;
- Damir Kedžo, qui aurait représenté la Croatie au Concours Eurovision de la chanson 2020.

- Première place
- Deuxième place
- Troisième place
- Dernière place

| Ordre | Artiste       | Titre         | Score      | Score          | Score          | Score | Place |
| Ordre | Artiste       | Titre         | Jury (50%) | Télévote (50%) | Télévote (50%) | Total | Place |
| Ordre | Artiste       | Titre         | Jury (50%) | Votes          | Points         | Total | Place |
| ----- | ------------- | ------------- | ---------- | -------------- | -------------- | ----- | ----- |
| 1     | Ágúst         | Like You      | 45         | 9 104          | 23             | 68    | 6     |
| 2     | Bjarni Arason | Aðeins lengur | 44         | 15 266         | 39             | 83    | 4     |
| 3     | Júlí & Dísa   | Fire          | 63         | 29 010         | 74             | 137   | 3     |
| 4     | Væb           | Róa           | 74         | 36 535         | 93             | 167   | 1     |
| 5     | Tinna         | Words         | 53         | 8 839          | 22             | 75    | 5     |
| 6     | Stebbi Jak    | Set Me Free   | 57         | 33 202         | 85             | 142   | 2     |

| Ordre | Titre         | NED | DAN | TUR | UKR | GBR | IRL | CRO | Total |
| ----- | ------------- | --- | --- | --- | --- | --- | --- | --- | ----- |
| 1     | Like You      | 7   | 5   | 5   | 6   | 7   | 7   | 8   | 45    |
| 2     | Aðeins lengur | 6   | 6   | 6   | 5   | 10  | 5   | 6   | 44    |
| 3     | Fire          | 10  | 10  | 10  | 8   | 8   | 12  | 5   | 63    |
| 4     | Róa           | 8   | 12  | 12  | 10  | 12  | 10  | 10  | 74    |
| 5     | Words         | 5   | 7   | 8   | 12  | 6   | 8   | 7   | 53    |
| 6     | Set Me Free   | 12  | 8   | 7   | 7   | 5   | 6   | 12  | 57    |

C'est donc le duo Væb qui l'emporte, et qui représente l'Islande à l'Eurovision 2025 à Bâle en Suisse, avec sa chanson Róa.
La finale a été regardée en Islande par environ 124 360, soit une part de marché de 46,8%.

## À l'Eurovision
L'Islande participe à la première moitié de la première demi-finale, le mardi 13 mai 2025. Le pays finit 6e sur 15 avec 97 points et est qualifié pour la finale du 17 mai où il termine 25e avec 33 points.